# دیو بارونارک
دیو بارونارک (انگلیسی: Deo Barunark) (देवबरनार्क)، روستایی است با قدمت امپراتوری مائوریا این یک روستای بزرگ در طراری بلوک بخش بوجپور (هند)، بیهار، هند است. این روستا در مجموع ۷۳۵ خانوار دارد.

## سنگ نوشته
مورخان در اینجا یک کتیبه دوره گوپتا (Jivitagupta II) یافتند که منبع ارزشمند اطلاعات این منطقه است. پادشاه جیویتاگوپتا پسر ویشنوگوپتا و ملکه او ایجادوی بود. یک معبد خورشید باستانی در این روستا وجود دارد که در دوره حکومت پادشاه سامودراگوپتا ساخته شده است. طبق اسناد تاریخی، این معبد از گوتاس و حاکمان موخاری کمک‌های زمینی دریافت کرد.
محتویات آن نسخه ای از یک سند مسی از نیمه اول قرن هشتم است. با این حال، محتویات سند اصلی مسی، اهدای قبلی روستا به معبدی را که به خدای روستا اختصاص داده بود، تأیید کرد. این کتیبه نشان می‌دهد که این روستا در اصل توسط بلادیتیادوا ناراسی هاگوپتا (حدود ۵۱۰) از سلسله گوپتا اهدا شده است، و این اهدای متعاقباً توسط سه پادشاه بعدی که بر منطقه حکومت می‌کردند تأیید شد. نام چهار بوجاکا به‌عنوان دریافت‌کنندگان کمک هزینه در طول سلطنت هر یک از چهار پادشاهی که اهداکننده شدند، ظاهر می‌شود. چهار نگهبان این معبد عبارت بودند از سوریامیترا، هاسامیترا، شمیترا و دوردارامیترا. و در نام آنها کلمات سوریا خدای خورشید و یکی از نام‌های جایگزین او به نام هانسا آمده است؛ بنابراین، آنها را همان گروه ماگا-بوجاکاها، خورشید پرستان پوراناها می‌دانند.